# Liste der Monuments historiques in Priziac
Die Liste der Monuments historiques in Priziac führt die Monuments historiques in der französischen Gemeinde Priziac auf.

## Liste der Bauwerke
| Bezeichnung        | Beschreibung | Standort                     | Kennzeichnung | Schutzstatus | Datum | Bild |
| ------------------ | ------------ | ---------------------------- | ------------- | ------------ | ----- | ---- |
| Kapelle St-Nicolas |              | Kerviguen (Lage)             | PA00091590    | Classé       | 1922  |      |
| Kapelle St-Yves    |              | Minépemeur (Lage)            | PA00091591    | Inscrit      | 1975  |      |
| Kirche St-Beheau   |              | (Lage)                       | PA00091592    | Inscrit      | 1925  |      |
| Herrenhaus         |              | 6, rue du Vieux-Bourg (Lage) | PA00091593    | Inscrit      | 1925  |      |

## Liste der Objekte
- Monuments historiques (Objekte) in Priziac in der Base Palissy des französischen Kultusministerium